# Schienenfahrzeugtechnik
Die Schienenfahrzeugtechnik ist ein Spezialbereich des Maschinenbaus bzw. der Verkehrstechnik, die sich mit der Konstruktion, der Fertigung und der Instandsetzung von spurgeführten Fahrzeugen bzw. Schienenfahrzeugen befasst. Arbeitsgebiete sind u. a.: Elektrische Bahnen, Schienenfahrzeugelektronik und -steuerung, Fahrdynamik und Gleislauftechnik.
Die FH Aachen führte 2010 einen Studiengang „Schienenfahrzeugtechnik“ ein. An der Universität Stuttgart kann Schienenfahrzeugtechnik als Spezialisierung mehrerer Masterstudiengänge im Ingenieurwesen belegt werden.